# Canarés de Hubli
El canarés de Hubli o kannada de Hubli es un dialecto del canarés hablado en la ciudad Hubli. El kannada es el idioma oficial de Karnataka, un estado de la India. Tiene muchos dialectos, de los que el más hablado es el canarés de Bangalore.
Aunque los dos dialectos sean bastante similares, ambos dialectos tienen muchas diferencias como se puede apreciar en los ejemplos de la tabla siguiente:
| Español            | Canarés de Bangalore  | Canarés de Hubli  |
| ¿Cómo estás?       | Hege Iddiya?          | Hege idhi?        |
| ¿Cuándo vendrás?   | Yaavaaga Bartiyaa?    | Yaavaaga Bartidi? |
| ¿Qué comiste?      | Yenu Tinde?           | Yenu UnDi?        |
| ¿Cuándo viniste?   | Yaavaaga Bande?       | Yaavaaga Bandi?   |
| ¿Qué has cocinado? | Yenu ADage Madidiyaa? | Yenu ADagi Maadi? |
| ¿Por qué?          | Yaake                 | Yaaka             |
| Muy                | Tumba                 | Bhaala            |
| Qué manera         | Hege                  | Hyaange           |

- Datos: Q8261692